# Ernst Reinmuth
Ernst Reinmuth (* 11. März 1901 im Kohlhof bei Heidelberg; † 30. August 1986 in Rostock) war ein deutscher Botaniker.

## Leben
Ernst Friedrich Reinmuth war der Sohn des Obstbautechnikers Philipp Reinmuth und dessen Ehefrau Elise, geb. Backfisch. Er besuchte zunächst die Dorfschule in Gaiberg, ehe er zur Volks- und später zur Oberrealschule in Heidelberg wechselte, wo er 1920 das Abitur ablegte. Er begann in Heidelberg ein Studium der Botanik, Zoologie, Physik und Chemie, das er nach zwei Semestern unterbrach, um ein landwirtschaftliches Praktikum zu absolvieren, das ihn zuerst in den Odenwald und dann auf das Rittergut Holzdorf bei Weimar führte. Ab 1922 studierte er in Halle und Jena Landwirtschaftswissenschaften. Nachdem er 1924 seinen Abschluss als Diplomlandwirt und Saatzuchtinspektor erreicht hatte, leitete er von 1925 bis 1927 den landwirtschaftlichen Versuchsring Groß Puspern in Ostpreußen. In diese Zeit fiel auch eine Lehrtätigkeit an der Landwirtschaftsschule in Eppingen sowie die Arbeit als wissenschaftlicher Assistent in der Landwirtschaftlichen Versuchsstation Rostock. Reinmuths Arbeitsgebiet dort waren die Pflanzenkrankheiten. 1926/27 studierte er außerdem Naturwissenschaften an der Universität Rostock. 1929 wurde er promoviert mit der Dissertation Der Kartoffelnematode. Ab 1931 leitete er die Abteilung Pflanzenkrankheiten und Pflanzenschutz der Landwirtschaftlichen Versuchsstation Rostock. 1933 wurde er förderndes Mitglied der SS. 1938 trat er in die NSDAP ein. 
Im Mai 1934 heiratete er Eva Quade, die Tochter des Rostocker Baumeisters Heinrich Quade. Aus der Ehe gingen vier Kinder hervor, darunter der spätere Theologe Eckart Reinmuth. 
Von 1937 bis 1945 leitete Reinmuth das Mecklenburgische Pflanzenschutzamt. Außerdem war er stellvertretender Leiter der Landwirtschaftlichen Versuchsstation. Im Juni 1935 erfolgte die Habilitation mit einer Arbeit über die Wirkung von Beizmitteln auf Gemüsesamen. Im Reichsbund der Kleingärtner und Kleinsiedler Deutschlands war er ungefähr ab dieser Zeit nebenamtlicher Landesschulungsleiter. Im Juli 1936 wurde er Dozent für Angewandte Botanik und Pflanzenschutz an der Universität Rostock. 
Im November 1944 wurde er zum außerplanmäßigen Professor ernannt. Seine Karriere konnte er nach dem Ende des Dritten Reichs in der DDR bald fortsetzen. Von 1957 bis 1959 war er Rektor der Universität, zuvor war er schon zwei Jahre Prorektor gewesen. Bis zu seinem Eintritt in den Ruhestand war er Leiter des Instituts für Phytopathologie und Pflanzenschutz.
Reinmuth veröffentlichte etwa 200 Schriften. Er wurde von der Regierung der DDR mit dem Nationalpreis, dem Vaterländischen Verdienstorden und der Humboldt-Medaille geehrt.